# Sohland an der Spree
Sohland an der Spree är en kommun och ort i Landkreis Bautzen i förbundslandet Sachsen i Tyskland. Kommunen har cirka 6 500 invånare.